# (2656) Evenkia
(2656) Evenkia es un asteroide perteneciente al cinturón de asteroides, descubierto el 25 de abril de 1979 por Nikolái Stepánovich Chernyj desde el Observatorio Astrofísico de Crimea (República de Crimea).

## Designación y nombre
Designado provisionalmente como 1979 HD5. Fue nombrado Evenkia en homenaje a Evenkía distrito autónomo de Rusia.